# トニー・シェリダン
アンソニー・エズモンド・シェリダン・マギニティ（Anthony Esmond Sheridan McGinnity、1940年5月21日 - 2013年2月16日）は、トニー・シェリダン（Tony Sheridan）の名で知られるイングランド出身のロックンロールのシンガーソングライターである。
1960年代はじめのドイツで、無名時代のビートルズをバックに据えて録音したシングル盤を「トニー・シェリダンとザ・ビート・ブラザース」名義で出したことで知られており、レコードのレーベル上でビートルズと共同でのクレジットを残した2人のうちの1人である（もう1人はビリー・プレストン）。
ポール・マッカートニーからは、「ティーチャー（先生）」と呼ばれるなど、ビートルズに音楽面での影響を与えた。

## 経歴
トニー・シェリダンは、ノーフォークのノリッジで生まれた。幼い頃は、両親の趣味であったクラシック音楽に影響され、7歳の時にはヴァイオリンを習っていた。やがてギターを弾くようになったシェリダンは、1956年に最初のバンドを結成した。1958年、18歳のときに、BBCテレビの若者向け音楽番組『Oh Boy !』に、エレクトリックギターの演奏で出演するようになった。やがてシェリダンは、ジェッツ(The Jets)というバンドの一員として、ドイツのハンブルクへ渡った。しかし、ジェッツはハンブルクに長居はせず、やがて他のメンバーは帰国してしまうが、シェリダンはハンブルクに残り、ソロ歌手として活動を続け、ハンブルクの歓楽街レーパーバーンを代表するクラブだったトップ・テン・クラブのステージに立った。
1960年から1963年にかけて、ハンブルクで活動している間、シェリダンはいろいろなバックバンドを雇っていた。1961年に、シェリダンが雇ったバンドのひとつが、1960年に初めてハンブルクへ来た時からシェリダンと面識があったビートルズで、当時のメンバーは、ジョン・レノン、ポール・マッカートニー、ジョージ・ハリスン、スチュアート・サトクリフ、ピート・ベストの5人だった。ただし、シェリダンとビートルズの関係は、単なるシンガーとバック・バンドというよりも、もっと共生的なもので、ビートルズはシェリダンのバックを務めることもあったが、時にはシェリダンがバックに回り、ギタリストとしてビートルズのステージに参加することもあった。ドイツのポリドール・レコードのエージェントだったベルト・ケンプフェルトは、こうしたシェリダンとビートルズのステージを観て、彼らに一緒にレコードを作ったらどうかと勧めた。こうして行われたのが、いわゆるビートルズのポリドール・セッションである。
1961年に録音され、ドイツで発売された最初のシングル盤「My Bonnie/The Saints (聖者の行進)」は、5位となるヒットとなり、続けて数枚のシングルがドイツで出された後、1962年には、アメリカ・デッカのブラック・レーベルから「My Bonnie」のシングル盤が発売され、店頭でのデモンストレーション用のピンク・レーベルでもレコードが出された。現在ではこのレコードは、シングル盤としては最も高価な部類になっており、2007年にはブラック・レーベルの未使用完品に1万5千ドル、ピンク・レーベル盤でも3千ドルの値が付けられた。なお、リンゴ・スターも、1962年の一時期にシェリダンのバック・バンドに参加していた時期がある。彼は、シェリダンがバンドとリハーサルをしないまま歌を実演にかけるのが気に入らず、結局は元のバンドであるロニー・ストーム・アンド・ザ・ハリケーンズに戻ってしまい、僅かなタイミングのズレで、シェリダンのアルバム・デビュー作で演奏する機会を失することになった。
1962年、ポリドールはドイツでアルバム『My Bonnie』をリリースした。このとき「ビートルズ」というバンド名は、ドイツ語の隠語で男性性器を意味する語の複数形「ピーデルス (Pidels)」と音が似ていると判断され、演奏者のクレジットは「トニー・シェリダンとザ・ビート・ブラザース (Tony Sheridan and The Beat Brothers)」とされた。その後、ビートルズが有名になると、このアルバムはイギリスでも発売され、クレジットは「トニー・シェリダンとザ・ビートルズ (Tony Sheridan and The Beatles)」に変更された。ビートルズのハンブルク時代のスタジオ録音や、当時のライブ音源は、何十年にも渡って何度も形を変えながら再発売されている。
シェリダンの音楽のスタイルは、1960年代半ばに突然大きな変化を遂げ、彼の出発点であり得意としていたロックンロールから、ブルースや、時としてジャズへと転換した。これを支持するファンも一部にはいたが、ロック・ファンには全く受け入れられなかった。これを予告するように、1964年のアルバム『Just A Little Bit Of Tony Sheridan』のライナーノーツには、シェリダンの音楽嗜好がロックではなく「ジャズとクラシック」であり、また、シェリダンが「直接、オリジナルのニグロ音楽を聴き、大好きなニグロ・ジャズやスピリチュアルを生み出した風土を体験するために」合衆国南部へ行ってみたいと望んでいたことが記されている。
シェリダンは、その後もハンブルクのトップ・テン・クラブで長年歌い続けたが、ポリドールとのレコード契約はやがて打ち切りになってしまった。
1967年、シェリダンは、ビートルズとの縁によってもたらされた名声に幻滅していた。ベトナム戦争に関心を持ったシェリダンは、連合軍部隊(米軍のほか、韓国軍などが参戦していた)のために、現地で公演することに同意した。しかし、ベトナムでは、バンドが銃撃を受け、メンバーのひとりが殺された。ロイター通信は、シェリダン自身が死んだという誤報を流した。連合軍を慰問したことに対して、シェリダンはアメリカ陸軍名誉大尉の称号を与えられた。
1970年代はじめ、シェリダンは西ドイツで、ブルースのラジオ番組を運営した。1978年に、かつてビートルズが出演していたことで有名だったハンブルクのスタークラブが再オープンしたときには、エルヴィス・プレスリーのバックを務めていたTCBバンドとともに演奏した。
2002年4月13日、シェリダンはアルバム『Vagabond』をリリースした。収録曲はほとんどが自作を集めたものだったが、かつて最初のアルバムのために録音した「Skinny Minnie」のカバーも含まれていた。同年、シェリダンは、アルゼンチンのロック・ミュージシャン、チャーリー・ガルシアのアルバム『Influencia』に、ギターとヴォーカルで参加した。
晩年シェリダンは、妻のアンナとともに、ハンブルク北郊のゼーシュテルミューヘという村に住んでいた。シェリダンは音楽に加え、紋章学にも関心を持っており、紋章のデザインもしていた。
2013年2月16日、ハンブルクの病院で心臓の手術を受けた後、他界した。72歳没。

## ディスコグラフィ
- 1961年: My Bonnie with The Beat Brothers/Beatles
- 1962年: シングル「Ich Lieb' Dich So (Ecstasy)/Der Kiss - Me Song」 - 「Ecstasy」は、フィル・スペクターの作。
- 1964年: Just A Little Bit of Tony Sheridan with The Big Six
- 1965年: My Babe with The Big Six
- 1966年: Meet The Beat - 10インチ盤(25センチ盤)と12インチ盤(30センチ盤)では、内容が大きく入れ替わっており、共通しているのは2曲しかない。12インチ盤(そしてCD)は、「Jailhouse Rock」、「Fever」、「Shake, Rattle, And Roll」の1966年の録音を収録している。
- 1974年: Live in Berlin '73
- 1976年: On My Mind (自主制作盤)
- 1984年: Novus
- 1986年: Ich lieb Dich so
- 1994年: Here & Now! - ロックの古典的作品「Money Honey」や、「What'd I Say」と「Skinny Minnie」の新録音を含む。
- 1996年: Tony Sheridan & The Beat Brothers Live And Dangerous - バンドは、Howie Casey、Roy Youngら。「Good Golly Miss Molly」などを収録。
- 2001年: Fab Four Collection with The Beat Brothers -「Johnny B. Goode」、「Money」、「My Bonnie」、「Skinny Minnie」などの新録音。
- 2002年: Vagabond
- 2004年: Chantal Meets Tony Sheridan
- 2008年: ...and so it goes - デイヴ・ハンフリーズ(Dave Humphries)のアルバムに客演。11曲中5曲に参加[4]。